# Ngipak
Ngipak is een bestuurslaag in het regentschap Gunung Kidul van de provincie Jogjakarta, Indonesië. Ngipak telt 3174 inwoners (volkstelling 2010).